# Situl arheologic de la Jurilovca
Situl arheologic de la Jurilovca este un sit arheologic aflat pe teritoriul satului Jurilovca, comuna Jurilovca. În Repertoriul Arheologic Național, monumentul apare cu codul 160653.02.
Ansamblul este format din șapte monumente:
- Cetatea Orgame-Argamum (cod LMI TL-I-m-A-05808.01)
- Așezarea civilă acetății Orgame - Argamum (cod LMI TL-I-m-A-05808.02)
- Necropola cetății Orgame - Argamum (cod LMI TL-I-m-A-05808.03)
- Așezarea medievală din „Insula Bisericuța” (cod LMI TL-I-m-A-05808.04)
- Fortificația romană din „Insula Bisericuța” (cod LMI TL-I-m-A-05808.05)
- Așezarea romană din „Insula Bisericuța” (cod LMI TL-I-m-A-05808.06)
- Așezarea greacă din „Insula Bisericuța” (cod LMI TL-I-m-A-05808.07)